# Brezje Miholečko
Brezje Miholečko je naselje u Hrvatskoj u sastavu općine Svetog Petra Orehovca. Nalazi se u Koprivničko-križevačkoj županiji. 

## Zemljopis
Zapadno je Fodrovec Riječki, sjeverozapadno je Kolarec, sjeveroistočno je Podvinje Miholečko, jugoistočno je Kusijevec i Donji Fodrovec, južno-jugoistočno je Gornji Fodrovec.

## Stanovništvo
| broj stanovnika | 121   | 141   | 163   | 180   | 224   | 269   | 255   | 270   | 250   | 240   | 232   | 216   | 198   | 187   | 165   | 151   | 136   |
|                 | 1857. | 1869. | 1880. | 1890. | 1900. | 1910. | 1921. | 1931. | 1948. | 1953. | 1961. | 1971. | 1981. | 1991. | 2001. | 2011. | 2021. |